# Giải vô địch bóng đá U-16 Đông Nam Á 2009
Giải vô địch bóng đá U-16 Đông Nam Á 2009 (AFF U-16 Youth Championship 2009) là giải bóng đá lần thứ hai giữa các đội tuyển bóng đá dưới 16 tuổi các quốc gia Đông Nam Á do Liên đoàn bóng đá Đông Nam Á tổ chức tại Băng Cốc, Thái Lan từ ngày 20 tháng 7 đến ngày 2 tháng 8 năm 2009.

Tham gia giải có 9 đội thành viên và một đội thành viên không chính thức.

## Địa điểm thi đấu
- Sân vận động Rajamangala, Băng Cốc, Thái Lan

## Thông tin liên quan
- Ngày 9 tháng 7 năm 2009 Liên đoàn bóng đá Đông Nam Á thông báo hoãn Giải vô địch bóng đá U-16 Đông Nam Á 2009 do dịch Cúm A/H1N1 ở Thái Lan[1]
- Tại cuộc họp Ban thi đấu AFF diễn ra từ ngày 13 tháng 7 đến ngày 14 tháng 7 năm 2009 tại Malaysia, nước chủ nhà Thái Lan chính thức xin rút lui khỏi giải.[2]

## Vòng bảng
10 đội chia thành hai bảng, mỗi bảng năm đội, đấu vòng tròn một lượt tính điểm, hai đội đầu mỗi bảng tiếp tục tham gia vòng đấu loại trực tiếp.
|  | Đội bóng vào tiếp vòng trong |  | Đội bóng bị loại |

## Bảng A
| Đội       | Số trận | Thắng | Hòa | Thua | Bàn thắng | Bàn thua | Hiệu số | Điểm |
| --------- | ------- | ----- | --- | ---- | --------- | -------- | ------- | ---- |
| Singapore | –       |       |     |      |           |          |         |      |
| Myanmar   | –       |       |     |      |           |          |         |      |
| Úc        | –       |       |     |      |           |          |         |      |
| Việt Nam  | –       |       |     |      |           |          |         |      |
| Brunei    | –       |       |     |      |           |          |         |      |

| Úc | 0-0 | Myanmar |
| -- | --- | ------- |
|    |     |         |

| Brunei | – | Việt Nam |
| ------ | - | -------- |
|        |   |          |

| Việt Nam | – | Singapore |
| -------- | - | --------- |
|          |   |           |

| Brunei | – | Úc |
| ------ | - | -- |
|        |   |    |

| Singapore | – | Brunei |
| --------- | - | ------ |
|           |   |        |

| Myanmar | – | Việt Nam |
| ------- | - | -------- |
|         |   |          |

| Brunei | – | Myanmar |
| ------ | - | ------- |
|        |   |         |

| Úc | – | Singapore |
| -- | - | --------- |
|    |   |           |

| Việt Nam | – | Úc |
| -------- | - | -- |
|          |   |    |

| Myanmar | – | Singapore |
| ------- | - | --------- |
|         |   |           |

## Bảng B
| Đội         | Số trận | Thắng | Hòa | Thua | Bàn thắng | Bàn thua | Hiệu số | Điểm |
| ----------- | ------- | ----- | --- | ---- | --------- | -------- | ------- | ---- |
| Thái Lan    | –       |       |     |      |           |          |         |      |
| Indonesia   | –       |       |     |      |           |          |         |      |
| Malaysia    | –       |       |     |      |           |          |         |      |
| Lào         | –       |       |     |      |           |          |         |      |
| Philippines | –       |       |     |      |           |          |         |      |

| Indonesia | – | Malaysia |
| --------- | - | -------- |
|           |   |          |

| Philippines | – | Lào |
| ----------- | - | --- |
|             |   |     |

| Lào | – | Thái Lan |
| --- | - | -------- |
|     |   |          |

| Philippines | – | Indonesia |
| ----------- | - | --------- |
|             |   |           |

| Thái Lan | – | Philippines |
| -------- | - | ----------- |
|          |   |             |

| Malaysia | – | Lào |
| -------- | - | --- |
|          |   |     |

| Philippines | – | Malaysia |
| ----------- | - | -------- |
|             |   |          |

| Indonesia | – | Thái Lan |
| --------- | - | -------- |
|           |   |          |

| Lào | – | Indonesia |
| --- | - | --------- |
|     |   |           |

| Malaysia | – | Thái Lan |
| -------- | - | -------- |
|          |   |          |

## Đấu loại trực tiếp

### Tóm tắt
|  | Bán kết    | Bán kết |               |   | Chung kết | Chung kết |
|  |            |         |               |   |           |           |
|  | 31 tháng 7 |         |               |   |           |           |
|  |            |         |               |   |           |           |
|  | -          | -       |               |   |           |           |
|  | -          | -       | 2 tháng 8     |   |           |           |
|  | -          | -       |               |   |           |           |
|  | -          | -       | -             | - |           |           |
|  | 31 tháng 7 |         | -             | - |           |           |
|  |            | -       | -             |   |           |           |
|  | -          | -       | -             | - |           |           |
|  | -          |         |               | - |           |           |
|  | -          | -       |               |   |           |           |
|  | -          | -       | Tranh hạng ba |   |           |           |
|  |            |         |               |   |           |           |
|  | 2 tháng 8  |         |               |   |           |           |
|  |            |         |               |   |           |           |
|  | -          | -       |               |   |           |           |
|  | -          | -       |               |   |           |           |
|  | -          | -       |               |   |           |           |

### Bán kết
|  | v |  |
|  | - |  |
|  |   |  |

|  | v |  |
|  | - |  |
|  |   |  |

### Tranh hạng ba
|  | v |  |
|  | - |  |
|  |   |  |

### Chung kết
|  | v |  |
|  | - |  |
|  |   |  |